# Myrmeleon (Myrmeleon) tenuipennis
Myrmeleon (Myrmeleon) tenuipennis is een insect uit de familie van de mierenleeuwen (Myrmeleontidae), die tot de orde netvleugeligen (Neuroptera) behoort. 
Myrmeleon (Myrmeleon) tenuipennis is voor het eerst wetenschappelijk beschreven door Rambur in 1842.